# Vladimir Georgiev Škodrov
Vladimir Georgiev Škodrov, en bulgare Владимир Георгиев Шкодров, (Lom, 10 février 1930 – Sofia, 31 août 2010) est un astronome bulgare.

## Biographie
Le Centre des planètes mineures lui crédite la découverte de 7 astéroïdes numérotés entre 1984 et 1988, dont plusieurs en collaboration avec Eric Walter Elst et Violeta G. Ivanova. Parmi eux l'astéroïde Apollon (4486) Mithra est connu pour être l'objet le plus biscornu du Système solaire[réf. nécessaire], avec deux lobes distincts.
Astéroïdes découverts : 7
1. (4486) Mithra[2] : 22 septembre 1987
2. (6636) Kintanar : 11 septembre 1988
3. (9732) Juchnovski[3] : 24 septembre 1984
4. (11852) Shoumen[3] : 10 septembre 1988
5. (11856) Nicolabonev[3] : 11 septembre 1988
6. (14342) Iglika[3] : 23 septembre 1984
7. (14839) 1988 RH8[3] : 11 septembre 1988

L'astéroïde (4364) Shkodrov lui est dédié,.